# Белл-центр
«Белл-центр» (фр. Centre Bell, англ. Bell Centre) — спортивный комплекс в Монреале, Квебек, Канада. Первоначально носил название «Молсон-центр» (фр. Centre Molson). Является домашней ареной для команды Национальной хоккейной лиги «Монреаль Канадиенс» с 16 марта 1996 года, когда «Монреаль» обыграл «Нью-Йорк Рейнджерс» со счётом 4:2. Первоначальное название арены связано с пивоваренной компанией Molson, Inc., в настоящее время владеющей «Канадиенс». 1 сентября 2002 года права на название были проданы компании Bell Canada.
С момента открытия «Белл-центр» является одной из самых загруженных арен в мире. В 2007 году арен была самой загруженной в Канаде, 2-й в Северной Америке и 5-й в мире. Она также является самой большой в НХЛ и самой «громкой».
«Белл-центр» принимал две последние игры в финале Кубка мира по хоккею в 1996 году, в которых команда США одержали победу над канадцами. Арена также принимала матчи Кубка мира по хоккею 2004 года. В 2009 году арена принимала Матч всех звезд НХЛ и Драфт НХЛ 2009 года. В 2014—2015 годах «Белл-центр» принимал чемпионат мира по хоккею среди молодёжных команд.
На арене также проходило несколько шоу WWE, включая Survivor Series 1997 года на котором произошло одно из самых печально известных событий в истории WWE — «Монреальская подстава». Также арена принимала PPV-шоу No Way Out (2003), Breaking Point (2009) и Elimination Chamber (2023).